# NGC 3199
NGC 3199 is een emissienevel in het sterrenbeeld Kiel. Het hemelobject werd op 1 april 1834 ontdekt door de Britse astronoom John Herschel.

## Synoniemen
- ESO 127-EN14